# Dienstgrade der namibischen Polizei
Die namibischen Polizeikräfte der Namibian Police Force benutzen nachstehende Dienstgrade, die jedoch nicht bei der unabhängigen Stadtpolizei Windhoek Anwendung finden. Die Dienstgrade wurden zum 1. Januar 2011 eingeführt und die bis dahin gültigen verloren ihre Gültigkeit.
Ursprünglich wurde zwischen Kommissar-Offizieren (englisch Commissioned Officers) und Unteroffizieren (Non-Commissioned Officers) unterschieden. Seit 2011 wird zwischen Allgemeinen Mitarbeitern (General Staff), Senior Kommissar-Offizieren (Senior Commissioned Officers), Junior Kommissar-Offizieren (Junior Commissioned Officers) und Nicht-Offizieren (Non-Officers) unterschieden.
Die Dienstgrade sind anhand der Polizeimützen und Schulterklappen beziehungsweise Abzeichen zu erkennen. 

## Hohe Dienstgrade
Die höchsten Dienstgrade in der namibischen Polizei haben die „Allgemeinen Mitarbeiter“ inne, gefolgt von den „Senior Kommissar-Offiziere“. Diese beiden Gruppen von Dienstgraden fielen bis 2011 unter die „Kommissar-Offiziere“.
| Dienstgrad (aktuell) Dienstgrad (bis 2011)             | dt. Bezeichnung (aktuell) (bis 2011)                           | Erkennungsmerkmale (aktuell) Erkennungsmerkmale (bis 2011) |
| ------------------------------------------------------ | -------------------------------------------------------------- | --- |
| General Inspector-General (Lieutenant General)         | General Generalinspektor (Generalleutnant)                     | Schulterklappen: breite goldene Umrandung, vier Polizeisterne, gekreuzter goldener Säbel und Stock, Wappen Namibias auf rotem Grund mit goldenem Eichenkranz Mütze: goldener Riemen, Welwitschia-Pflanze in Gold mit zwei Blättern und fünf Blüten; Schulterklappe: goldener Säbel, zwei Adler im Eichenkranz   |
| Lieutenant-General keine vergleichbare Position        | Generalleutnant keine vergleichbare Position                   | Schulterklappen: breite goldene Umrandung, drei Polizeisterne, gekreuzter goldener Säbel und Stock, Wappen Namibias auf rotem Grund mit goldenem Eichenkranz |
| Major General Deputy Inspector General (Major General) | Generalmajor Stellvertretender Generalinspektor (Generalmajor) | Schulterklappen: schmalere goldene Umrandung, zwei Polizeisterne, gekreuzter goldener Säbel und Stock, Wappen Namibias auf rotem Grund mit goldenem Eichenkranz Mütze: goldener Riemen, Welwitschia-Pflanze in Gold mit vier Blättern und vier Blüten; Schulterklappe: goldener Säbel, ein Adler im Eichenkranz |
| Commissioner                                           | Kommissar                                                      | Schulterklappen: schmale goldene Umrandung, ein Polizeistern, gekreuzter goldener Säbel und Stock, Wappen Namibias auf rotem Grund mit goldenem Eichenkranz Mütze: goldener Riemen, Welwitschia-Pflanze in Gold mit zwei Blättern und vier Blüten; Schulterklappe: goldener Säbel, ein Adler im Eichenkranz     |
| Deputy Commissioner                                    | Stellvertretender Kommissar                                    | Schulterklappen: schmale blaue Umrandung, drei Polizeisterne, Wappen Namibias auf rotem Grund mit goldenem Eichenkranz Mütze: goldener Riemen, Welwitschia-Pflanze in Gold mit zwei Blättern und zwei Blüten; Schulterklappe: zwei Sterne, ein Adler im Eichenkranz                                             |
| Assistant Commissioner keine vergleichbare Position    | Assistierender Kommissar keine vergleichbare Position          | Schulterklappen: schmale blaue Umrandung, zwei Polizeisterne, Wappen Namibias auf rotem Grund mit goldenem Eichenkranz |
| Chief Inspector                                        | Hauptinspektor                                                 | Schulterklappen: schmale blaue Umrandung, ein Polizeistern, Wappen Namibias auf rotem Grund mit goldenem Eichenkranz Mütze: goldener Riemen, Welwitschia-Pflanze in Gold mit zwei Blättern und einer Blüte; Schulterklappe: ein Stern, ein Adler im Eichenkranz                                                 |

## Untere Dienstgrade
Die unteren Dienstgrade in der namibischen Polizei haben die „Junior Kommissar-Offiziere“ und die „Nicht-Offiziere“ inne. Diese beiden Gruppen von Dienstgraden fielen bis 2011 unter die „Unteroffiziere“.
| Dienstgrad (aktuell) Dienstgrad (bis 2011)             | dt. Bezeichnung (aktuell) (bis 2011)                  | Erkennungsmerkmale (aktuell) Erkennungsmerkmale (bis 2011) |
| ------------------------------------------------------ | ----------------------------------------------------- | --- |
| Assistant Chief Inspector keine vergleichbare Position | Assistenz-Hauptinspektor keine vergleichbare Position | Schulterklappen: schmale blaue Umrandung, Wappen Namibias auf rotem Grund mit goldenem Eichenkranz                                                                      |
| Inspector                                              | Inspektor                                             | Schulterklappen: drei Polizeisterne Mütze: schwarzer Riemen, schwarzer Schirm; Schulterklappe: drei Sterne                                                              |
| Assistant Inspector keine vergleichbare Position       | Assistenzinspektor keine vergleichbare Position       | Schulterklappen: zwei Polizeisterne |
| Warrant Officer 1                                      | Haftoffizier 1                                        | Schulterteil: Wappen Namibias auf rotem Grund mit goldenem Eichenkranz Mütze: schwarzer Schirm; Abzeichen: ein Adler im Eichenkranz                                     |
| Warrent Officer 2 Warrant Officer 2                    | Haftoffizier 2 Haftoffizier                           | Schulterteil: Polizeistern auf rotem Grund mit goldenem Eichenkranz Mütze: schwarzer Schirm; Abzeichen: Polizeistern im Eichenkranz                                     |
| Sergeant 1 Sergeant 1                                  | Sergeant 1                                            | Schulterteil: drei goldene Pfeile, Wappen Namibias auf rotem Grund mit goldenem Eichenkranz Mütze: schwarzer Schirm; Abzeichen: zwei Streifen, ein Adler im Eichenkranz |
| Sergeant 2                                             | Sergeant 2                                            | Schulterteil: drei goldene Pfeile, Polizeistern auf rotem Grund mit goldenem Eichenkranz Mütze: schwarzer Schirm; Abzeichen: zwei Streifen, Sonderabzeichen             |
| keine vergleichbare Position Constable                 | keine vergleichbare Position Konstabler               | |
| keine vergleichbare Position Student-Constable         | keine vergleichbare Position Lernender Konstabler     | |